# Проњоли (Терамо)
Проњоли (итал. Prognoli) је насеље у Италији у округу Терамо, региону Абруцо.
Према процени из 2011. у насељу је живело 26 становника. Насеље се налази на надморској висини од 190 м.